# Capricorn Group
Die Capricorn Group ist eine der südlichsten Inselgruppen des Great Barrier Reefs vor der Korallenmeerküste von Queensland, Australien. Weiter südlich liegen nur noch die Bunker Group, die wie eine südliche Fortsetzung der Capricorn Group erscheint, und Lady Elliott Island als südlichste Insel des Great Barrier Reefs.
Es handelt sich um 16 Korallenriffe, von denen neun oder zehn jeweils einen Cay (kleine und flache Koralleninsel) aufweisen.
Dabei sind Riffe wie Rock Cod Shoal, Irving Reef, Douglas Shoal, Haberfield Shoal, Guthrie Shoal and Innamincka Shoal, die dauerhaft rund 10 bis 20 Meter unter Wasser liegen und nie trockenfallen, nicht mitgerechnet.
Die Inseln sind sehr unterschiedlich in ihrer Größe und reichen von 4,5 Hektar (North Reef Island) bis 105 Hektar (Northwest Island). Die Gesamtfläche aller Inseln beträgt rund 250 Hektar bzw. 2,5 km².
Hauptinsel, und nach Northwest Island und Masthead Island die flächenmäßig drittgrößte Insel, ist Heron Island, die eine Forschungsstation, eine Ferienanlage und einen kleinen Hafen aufweist. Ansonsten sind die Inseln unbewohnt, nur der Leuchtturm North Reef Lighthouse war bis 1978 bemannt.
Die Riffe und Inseln gehören zum Capricornia-Cays-Nationalpark.
Der Name der Inselgruppe (und des Nationalparks) geht auf den Wendekreis des Steinbock (23°26'16"S) – englisch Tropic of Capricorn – zurück, der rund 300 Meter nördlich der Hauptinsel Heron Island durch die Gruppe verläuft.

## Riffe und Inseln
| |                  |                   |           |                                   |
| \| Riff \| Rifffläche (km²) \| Insel \| Fläche ha \| Koordinaten \| \| --------------- \| ---------------- \| -------------------- \| --------- \| --------------------------------- \| \| Llewellyn Reef \| 12 \| \| \| 23° 42′ 00,0″ S, 152° 11′ 00,0″ O \| \| Fitzroy Reef \| 12 \| \| \| 23° 37′ 00,0″ S, 152° 09′ 00,0″ O \| \| Lamont Reef \| 2,5 \| \| \| 23° 35′ 47,0″ S, 152° 02′ 54,0″ O \| \| One Tree Reef \| 14 \| One Tree Island \| 7,5 \| 23° 30′ 00,0″ S, 152° 05′ 00,0″ O \| \| Sykes Reef \| 7 \| \| \| 23° 25′ 53,0″ S, 152° 02′ 20,0″ O \| \| Heron Reef \| 37 \| Heron Island \| 29 \| 23° 27′ 00,0″ S, 151° 55′ 00,0″ O \| \| Wistari Reef \| 25 \| \| \| 23° 29′ 00,0″ S, 151° 52′ 00,0″ O \| \| Erskine Reef \| 1,25 \| Erskine Island \| 6,5 \| 23° 30′ 00,0″ S, 151° 46′ 00,0″ O \| \| Mast Head Reef \| 7 \| Mast Head Island \| 50 \| 23° 32′ 00,0″ S, 151° 44′ 00,0″ O \| \| Polmaise Reef \| 7 \| \| \| 23° 33′ 45,0″ S, 151° 40′ 40,0″ O \| \| Wreck Reef \| 4 \| Wreck Island \| 14 \| 23° 20′ 00,0″ S, 151° 57′ 29,0″ O \| \| Wilson Reef \| 4 \| Wilson Island \| 14 \| 23° 18′ 16,0″ S, 151° 54′ 55,0″ O \| \| Broomfield Reef \| 9 \| Broomfield Cay[1] \| ... \| 23° 16′ 00,0″ S, 151° 56′ 00,0″ O \| \| Northwest Reef \| 38 \| Northwest Island \| 105 \| 23° 17′ 46,0″ S, 151° 42′ 28,0″ O \| \| Tryon Reef \| 2 \| Tryon Island \| 21 \| 23° 15′ 00,0″ S, 151° 47′ 00,0″ O \| \| North Reef \| 2,5 \| North Reef Island[2] \| 4,5 \| 23° 11′ 00,0″ S, 151° 55′ 00,0″ O \| \| Capricorn Group \| 184 \| Cays \| 249,5 \| 23° 27′ 00,0″ S, 151° 55′ 00,0″ O \| |                  |                   |           |                                   |
| Riff | Rifffläche (km²) | Insel             | Fläche ha | Koordinaten                       |
| Llewellyn Reef | 12               |                   |           | 23° 42′ 00,0″ S, 152° 11′ 00,0″ O |
| Fitzroy Reef | 12               |                   |           | 23° 37′ 00,0″ S, 152° 09′ 00,0″ O |
| Lamont Reef | 2,5              |                   |           | 23° 35′ 47,0″ S, 152° 02′ 54,0″ O |
| One Tree Reef | 14               | One Tree Island   | 7,5       | 23° 30′ 00,0″ S, 152° 05′ 00,0″ O |
| Sykes Reef | 7                |                   |           | 23° 25′ 53,0″ S, 152° 02′ 20,0″ O |
| Heron Reef | 37               | Heron Island      | 29        | 23° 27′ 00,0″ S, 151° 55′ 00,0″ O |
| Wistari Reef | 25               |                   |           | 23° 29′ 00,0″ S, 151° 52′ 00,0″ O |
| Erskine Reef | 1,25             | Erskine Island    | 6,5       | 23° 30′ 00,0″ S, 151° 46′ 00,0″ O |
| Mast Head Reef | 7                | Mast Head Island  | 50        | 23° 32′ 00,0″ S, 151° 44′ 00,0″ O |
| Polmaise Reef | 7                |                   |           | 23° 33′ 45,0″ S, 151° 40′ 40,0″ O |
| Wreck Reef | 4                | Wreck Island      | 14        | 23° 20′ 00,0″ S, 151° 57′ 29,0″ O |
| Wilson Reef | 4                | Wilson Island     | 14        | 23° 18′ 16,0″ S, 151° 54′ 55,0″ O |
| Broomfield Reef | 9                | Broomfield Cay    | ...       | 23° 16′ 00,0″ S, 151° 56′ 00,0″ O |
| Northwest Reef | 38               | Northwest Island  | 105       | 23° 17′ 46,0″ S, 151° 42′ 28,0″ O |
| Tryon Reef | 2                | Tryon Island      | 21        | 23° 15′ 00,0″ S, 151° 47′ 00,0″ O |
| North Reef | 2,5              | North Reef Island | 4,5       | 23° 11′ 00,0″ S, 151° 55′ 00,0″ O |
| Capricorn Group | 184              | Cays              | 249,5     | 23° 27′ 00,0″ S, 151° 55′ 00,0″ O |

| Riff             | Geringste Tiefe (Meter) | Koordinaten                       |
| ---------------- | ----------------------- | --------------------------------- |
| Rock Cod Shoal   | 7                       | 23° 41′ 00,0″ S, 151° 37′ 00,0″ O |
| Irving Reef      | 12                      | 23° 33′ 01,0″ S, 151° 37′ 37,0″ O |
| Douglas Shoal    | 8,2                     | 23° 05′ 45,0″ S, 151° 38′ 20,0″ O |
| Haberfield Shoal | 9,8                     | 23° 02′ 00,0″ S, 151° 47′ 00,0″ O |
| Guthrie Shoal    | 9,4                     | 23° 03′ 00,0″ S, 151° 51′ 00,0″ O |
| Innamincka Shoal | 9,4                     | 23° 01′ 00,0″ S, 151° 51′ 00,0″ O |